# Winnipeg-Nord-Centre
Pour les articles homonymes, voir Winnipeg (homonymie).
Winnipeg-Nord-Centre fut une circonscription électorale fédérale du Manitoba, représentée de 1925 à 2004.
La circonscription de Winnipeg-Nord-Centre a été créée en 1924 avec des parties de Winnipeg-Centre et de Winnipeg-Nord. Abolie en 2003, elle fut redistribuée parmi Winnipeg-Nord, Winnipeg-Centre et Kildonan—St. Paul.

## Géographie
En 1924, la circonscription de Winnipeg-Nord-Centre comprenait:
- Une partie de la cité de Winnipeg
- Le village de Brookland
- La paroisse de Saint-Jacques

## Députés
1. 1925-1942 — James Shaver Woodsworth, CCF
2. 1942-1958 — Stanley H. Knowles, CCF
3. 1958-1962 — John Maclean,PC
4. 1962-1984 — Stanley H. Knowles, NPD (2)
5. 1984-1988 — Cyril Keeper, NPD
6. 1988-1997 — David Walker, PLC
7. 1997-2004 — Judy Wasylycia-Leis, NPD

- CCF = Co-Operative Commonwealth Federation
- NPD = Nouveau Parti démocratique
- PC = Parti progressiste-conservateur
- PLC = Parti libéral du Canada